# Are You There God? It’s Me, Margaret.
Are You There God? It’s Me, Margaret. ist eine Tragikomödie von Kelly Fremon Craig. Der Film basiert auf dem gleichnamigen Jugendroman von Judy Blume. Die Premiere des Films erfolgte im April 2023 beim San Francisco International Film Festival. Wenige Tage später kam der Film in die US-Kinos.

## Handlung
Als die elfjährige Margaret Simon nach dem Sommer in einem Ferienlager im Jahr 1970 nach Hause in New York City zurückkehrt, verkünden ihre Eltern Barbara und Herb, die Familie müsse wegen der Arbeit ihres Vaters in einen Vorort von New Jersey umziehen. Margaret ist wegen dieser Nachricht niedergeschlagen, besonders weil sie fürchtet, ihre Großmutter Sylvia nicht mehr so oft sehen zu können. Sie beginnt ein Zwiegespräch mit Gott über ihre Ängste, Gedanken und Hoffnungen zu führen. 
Nach dem Umzug nach New Jersey freundet sie sich schnell mit Nancy Wheeler an, die in ihrer Nachbarschaft lebt und in die gleiche Klasse wie sie geht. Margaret wird auch in ihren Freundeskreis aufgenommen, der bislang aus Nancys Freundinnen Gretchen Potter und Janie Loomis besteht. An ihrer neuen Schule erklärt sie ihrem Lehrer Mister Benedict, religiöse Feiertage nicht zu mögen. In ihrer Familie würden diese nicht beachtet, weil ihre Mutter Christin und ihr Vater Jude ist. Margarets Eltern haben es ihr überlassen, einen Glauben zu wählen, wenn sie älter ist. Ihre Mutter hat seit ihrer Heirat mit Herb keinen Kontakt mehr zu ihren Eltern Paul und Mary.

## Produktion
Der Film basiert auf dem 1970 erschienenen Jugendroman Bist du da, Gott? Ich bin’s, Margaret von Judy Blume. Dieser handelt von Margaret, einer Schülerin der sechsten Klasse, die ohne Religionszugehörigkeit aufgewachsen ist und die sich mit der Frage auseinandersetzt, welcher Religion sie angehören möchte. 

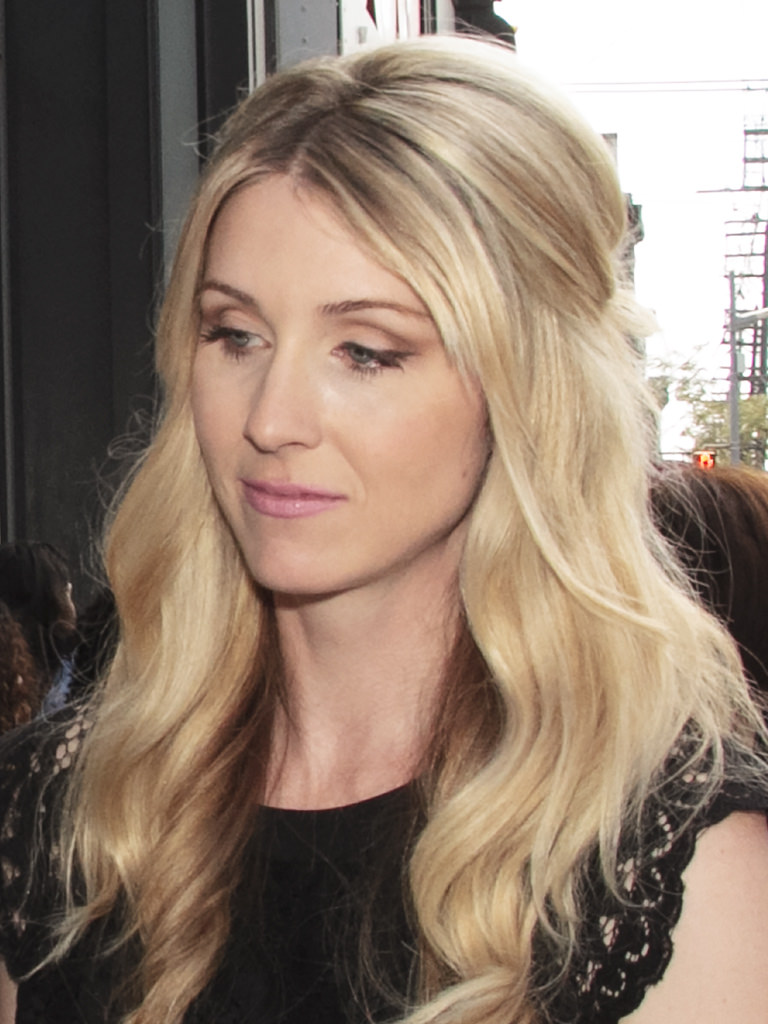
Kelly Fremon Craig

Regie führte Kelly Fremon Craig, die auch Blumes Roman für den Film adaptierte. Es handelt sich nach The Edge of Seventeen – Das Jahr der Entscheidung von 2016 um ihren zweiten Spielfilm.
Abby Ryder Fortson, bekannt durch ihre Mitwirkung im Film Ant-Man sowie in den Fernsehserien Transparent und Togetherness, spielt in der Titelrolle Margaret Simon. Rachel McAdams und Benny Safdie spielen ihre Eltern Barbara und Herb und Kathy Bates ihre Großmutter Sylvia. Elle Graham spielt Margarets Klassenkameradin Nancy Wheeler, als sie nach New Jersey umziehen. Amari Price und Katherine Mallen Kupferer spielen Janie Loomis und Gretchen Potter, die Margarets neuen Freundeskreis komplettieren. In weiteren Rollen sind Echo Kellum als Margarets neuer Lehrer Mister Benedict, Aidan Wojtak-Hissong als Moose Freed und Mackenzie Joy Potter als Mamma Bunny zu sehen.
Die Filmmusik komponierte Hans Zimmer.
Der Film feierte am 23. April 2023 beim San Francisco International Film Festival seine Premiere. Am 28. April 2023 kam er in die US-Kinos.

## Rezeption

### Kritiken und Einspielergebnis
Von den bei Rotten Tomatoes aufgeführten Kritiken sind 99 Prozent positiv bei einer durchschnittlichen Bewertung mit 8,4 von 10 möglichen Punkten. Auf Metacritic erhielt der Film einen Metascore von 84 von 100 möglichen Punkten.
Die weltweiten Einnahmen des Films aus Kinovorführungen belaufen sich auf 21,5 Millionen US-Dollar.

### Auszeichnungen
Im Rahmen der Golden Tomato Awards ging Are You There God? It’s Me, Margaret. als Drittplatzierter unter den besten Filmkomödien des Jahres 2023 hervor. Im Folgenden weitere Nominierungen und Auszeichnungen.

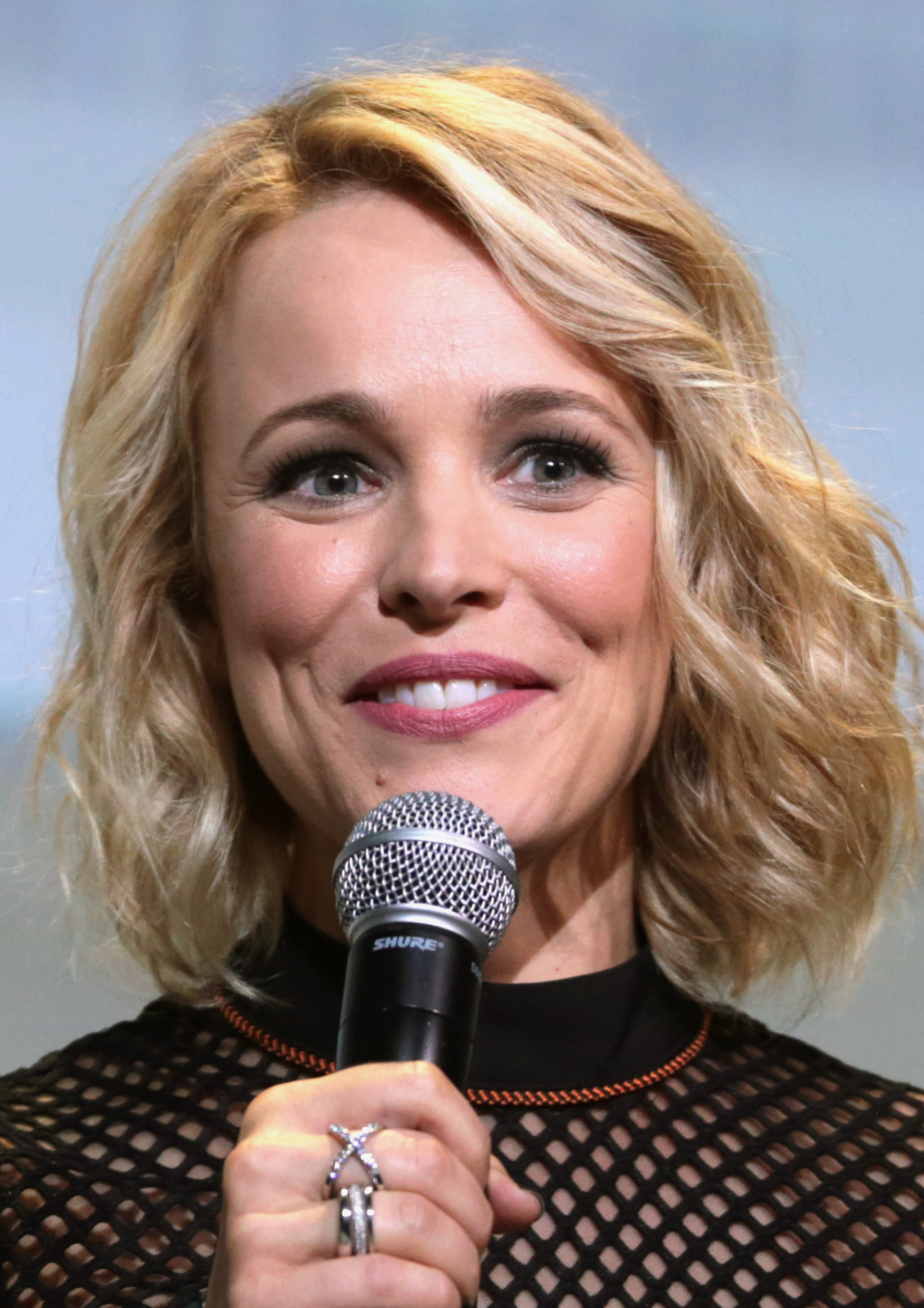
Rachel McAdams spielt Barbara Simon

Alliance of Women Film Journalists Awards 2024
- Nominierung als Beste Nachwuchsdarstellerin (Abby Ryder Fortson)[8]

Artios Awards 2024
- Auszeichnung für das Beste Casting in einer Filmkomödie (Francine Maisler, Melissa Kostenbauder, Betsy Fippinger, Tara Feldstein, Chase Paris & Molly Rose)[9]

Boston Society of Film Critics Awards 2023
- Runner-up für das Beste adaptierte Drehbuch (Kelly Fremon Craig)[10]

Chicago Film Critics Association Awards 2023
- Nominierung als Beste Nebendarstellerin (Rachel McAdams)
- Nominierung für das Beste adaptierte Drehbuch (Kelly Fremon Craig)
- Nominierung für die Beste Nachwuchsleistung (Abby Ryder Fortson)[11]

Critics’ Choice Movie Awards 2024
- Nominierung für das Beste adaptierte Drehbuch (Kelly Fremon Craig)
- Nominierung als Beste Nachwuchsschauspielerin (Abby Ryder Fortson)[12]

Florida Film Critics’ Circle Awards 2023
- Auszeichnung als Beste Nebendarstellerin des Jahres (Rachel McAdams)[13]

Gotham Awards 2023
- Nominierung für die Beste Nebenrolle (Rachel McAdams)

Guild of Music Supervisors Awards 2024
- Nominierung für die Beste Music Supervision – Film mit einem Budget von über 25 Millionen US-Dollar (Frankie Pine)[14]

Heartland Filmfestival 2023
- Auszeichnung mit dem Truly Moving Picture Award (Kelly Fremon Craig)

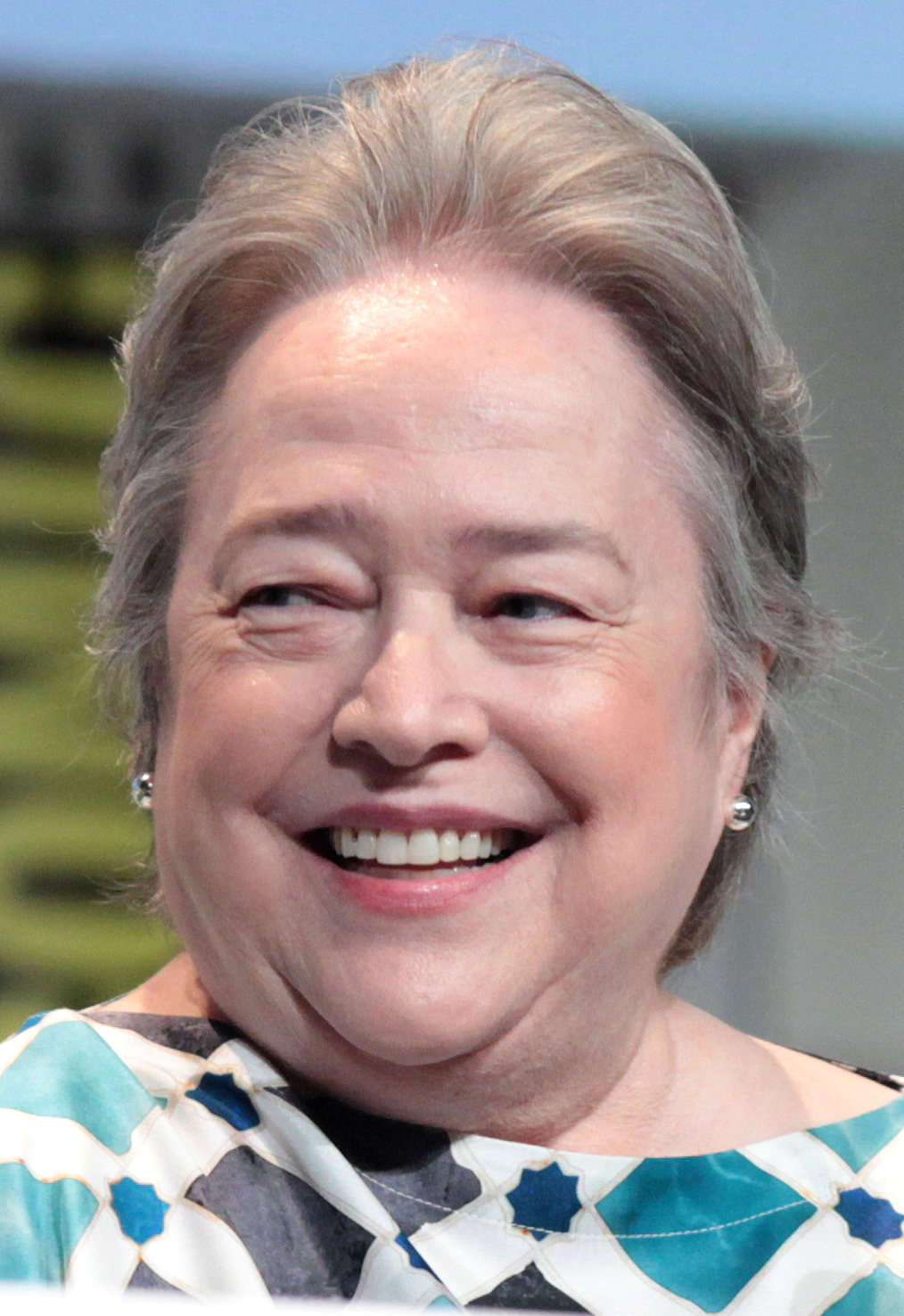
Kathy Bates spielt Sylvia Simon

Hollywood Critics Association Midseason Movie Awards 2023
- Nominierung als Bester Film
- Nominierung für die Beste Regie (Kelly Fremon Craig)
- Nominierung für das Beste Drehbuch  (Kelly Fremon Craig)
- Nominierung als Beste Hauptdarstellerin (Abby Ryder Fortson)
- Nominierung als Beste Nebendarstellerin (Kathy Bates)
- Nominierung als Beste Nebendarstellerin (Rachel McAdams)[15]

Los Angeles Film Critics Association Awards 2023
- Auszeichnung für die Beste Nebenrolle (Rachel McAdams)[16]

National Society of Film Critics Awards 2024
- Runner-up als Beste Nebendarstellerin (Rachel McAdams)[17]

Online Film Critics Society Awards 2024
- Nominierung als Beste Nebendarstellerin (Rachel McAdams)[18]

People’s Choice Awards 2024
- Nominierung als Beste Filmkomödie[19]

Writers Guild of America Awards 2024
- Nominierung für das Beste adaptierte Drehbuch (Kelly Fremon Craig)[20]